# Carlos José Ochoa
Carlos José Ochoa (Caracas, 14 de desembre de 1980) és un ciclista veneçolà que fou professional del 2004 al 2014.

## Palmarès
- 2005
  - Vencedor d'una etapa a la Volta a la Independència Nacional
  - Vencedor de 2 etapes a la Volta a Trujillo
- 2007
  - 1r a la Volta a Trujillo i vencedor d'una etapa
- 2008
  - 1r a la Volta a la Independència Nacional i vencedor de 2 etapes
  - 1r a la Volta a Veneçuela i vencedor d'una etapa
  - Vencedor d'una etapa al Tour de San Luis
- 2013
  - 1r a la Volta a Veneçuela i vencedor d'una etapa

### Resultats al Giro d'Itàlia
- 2008. 61è de la classificació general
- 2009. 30è de la classificació general
- 2010. 52è de la classificació general
- 2011. 35è de la classificació general
- 2012. No surt (18a etapa)